# Allium stellerianum
Allium stellerianum là một loài thực vật có hoa trong họ Amaryllidaceae. Loài này được Willd. mô tả khoa học đầu tiên năm 1799.